# فيلي ولز
فيلي ولز (بالإنجليزية: Willie Wells)‏ هو لاعب كرة قاعدة أمريكي، ولد في 10 أغسطس 1906 في أوستن في الولايات المتحدة، وتوفي بنفس المكان في 22 يناير 1989.

## روابط خارجية
- فيلي ولز على موقع قاعة مشاهير كرة القاعدة (الإنجليزية)